# Lizz Wright
Lizz Wright (Hahira, Georgia, 22 de janeiro de 1980) é uma cantora e compositora de jazz americana.
Filha de pastor, Wright iniciou cantando gospel e tocando piano na igreja ainda criança e cedo se interessou por jazz e blues.  Frequentou a Houston County High School, onde participou ativamente no coral, e recebeu o National Choral Award.  
Wright estudou musica na Georgia State University em Atlanta.
Seu primeiro álbum, Salt, foi lançado em 2003 e chegou ao segundo lugar da Billboard, top jazz contemporâneo em 2004. Em junho de 2005 lançou Dreaming Wide Awake, que atingiu o primeiro lugar em 2005 e 2006.
Em 2015, lançou o álbum Freedon & Surrender, com 13 faixas. Esse álbum traz uma nova roupagem, exibindo ora um jazz mais ácido, ora um jazz mais melancólico, porém forte.

## Discografia

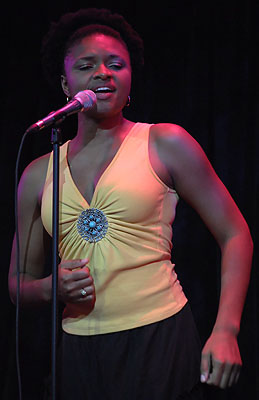

- Salt – 2003
- Dreaming Wide Awake – 2005
- The Orchard – 2008
- Fellowship - 2010
- Freedom & Surrender - 2015